# ألدو باربيرو
ألدو باربيرو (بالإسبانية: Aldo Barbero)‏ هو ممثل أرجنتيني، ولد في 13 فبراير 1937 في سانتا في في الأرجنتين، وتوفي في 27 أكتوبر 2013 في بوينس آيرس في الأرجنتين.

## وصلات خارجية
- ألدو باربيرو على موقع IMDb (الإنجليزية)
- ألدو باربيرو على موقع قاعدة بيانات الفيلم (الإنجليزية)